# Altirhinus

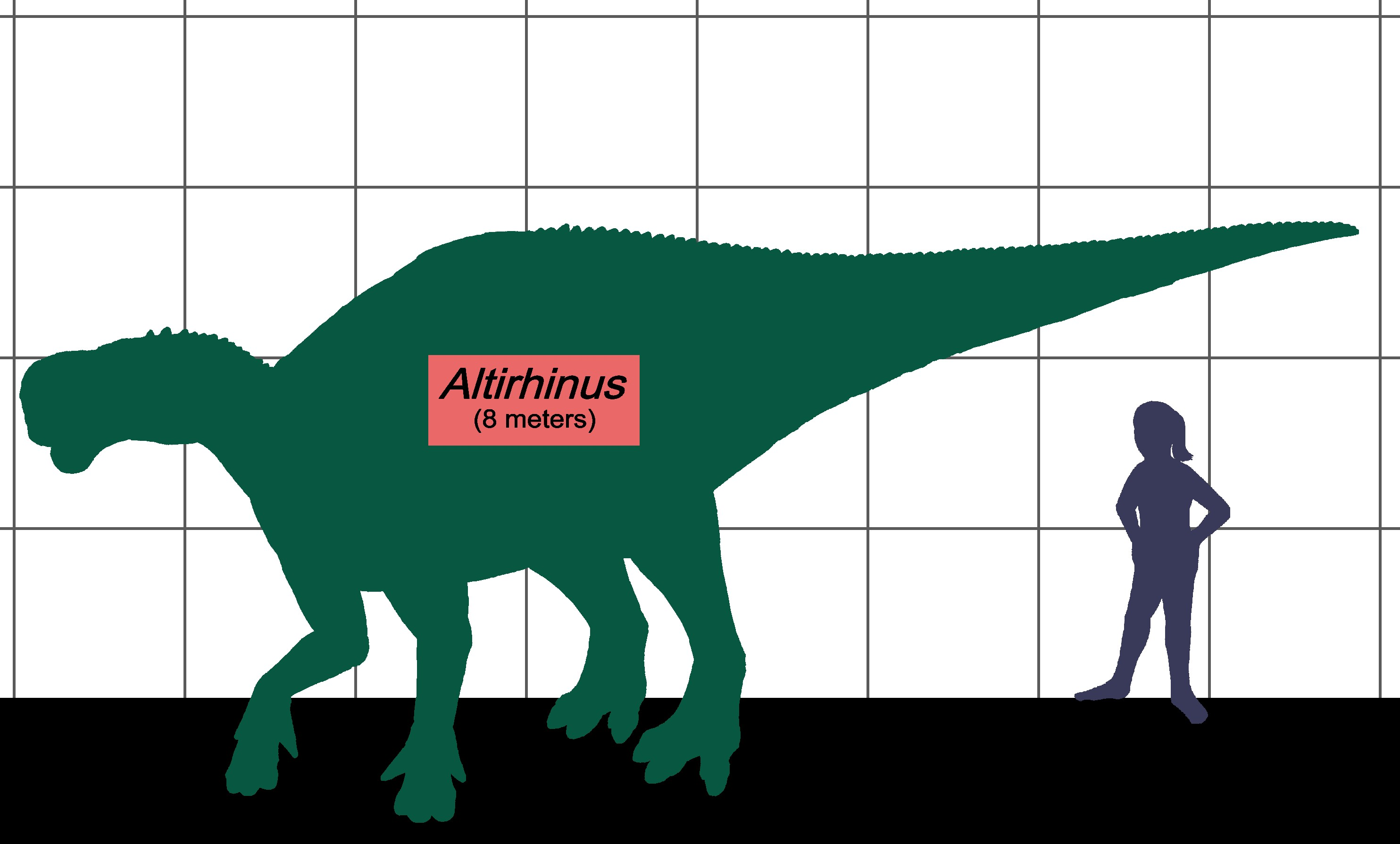
Comparaison de taille avec l'homme

Altirhinus kurzanovi
Genre
Espèce
Altirhinus est un genre de dinosaure ornithopode iguanodonte présent au Crétacé inférieur en Mongolie. Altirhinus kurzanovi (« grand nez de Kurzanov ») est la seule espèce de ce genre.

## Généralités
Altirhinus vivait au Crétacé inférieur pendant l'Aptien (125 à 113 millions d’années) en Mongolie, il y a 120 à 100
millions d'années[réf. nécessaire]. Il se servait probablement de son imposant orifice nasal pour émettre des sons et communiquer avec ses semblables.
- Période : Crétacé (- 145 Ma à - 66 Ma)
- Taille : 7 à 8 m de long, 2,5 m de haut, 4 tonnes
- Habitat : Asie
- Régime alimentaire : herbivore

## Étymologie
Altirhinus signifie « grand nez ». Il a été nommé par David B. Norman en 1998.
Altirhinus kurzanovi a été nommé en l’honneur de Sergei Kurzanov, paléontologue russe qui découvrit les spécimens en 1981.

## Anatomie
Altirhinus avait un grand bec sur son museau arrondi et un pouce griffu à chaque main comme les iguanodons. Ce dinosaure à gros nez avait peut-être un sens de l'odorat très développé. Il pouvait marcher sur deux longues jambes, mais broutait sur ses quatre membres, les membres antérieurs étaient plus petits que les membres postérieurs.

## Inventaire des fossiles retrouvés
- PIN 3386/8 : un crâne complet (76 cm).
- PIN 3386/7 : un crâne partiel.
- PIN 3386/9, 3390, 3391 : trois squelettes incomplets.

## Dans laculture populaire
Dans le film de Disney, Dinosaure (film, 2000), des Altirhinus apparts;